# جون ايبيه
جون ايبيه (بالإنجليزية: John Ibeh)‏ (16 أبريل 1986 ببورت هاركورت في نيجيريا - ) هو لاعب كرة قدم نيجيري في مركز الوسط. لعب مع أريس تسالونيكي وسي إس باندوري تارغو جيو ونادي أوتسيلول غالاتسي ويو تي أي أراد ودوور فيلسكراخت ستيرك ‏.

## وصلات خارجية
- جون ايبيه على موقع قاعدة بيانات كرة القدم.إي يو (الإنجليزية)
- جون ايبيه على موقع Soccerway.com (الإنجليزية)
- جون ايبيه على موقع عالم كرة القدم.نت (الإنجليزية)